# Thelyphonus anthracinus
Thelyphonus anthracinus är en spindeldjursart som beskrevs av Pocock 1894. Thelyphonus anthracinus ingår i släktet Thelyphonus och familjen Thelyphonidae. Inga underarter finns listade i Catalogue of Life.